# Озеро Спарроу (Титан)
Озеро Спарроу (лат. Sparrow Lacus) — углеводородное озеро, находящееся в северной полярной области самого крупного спутника Сатурна — Титана. Координаты центра — 84°18′ с. ш. 295°18′ в. д. / 84,3° с. ш. 295,3° в. д..
Размер углеводоёма составляет примерно 81,4 км. Находится в северной полярной области Титана, рядом с его морями (Кракена, Лигеи и Пунги). Озеро состоит из жидких углеводородов, главным образом это метан, этан и пропан. Обнаружено на переданных снимках космического аппарата «Кассини-Гюйгенс». Названо в честь земного озера Спарроу, расположенного на территории Канады. Название было утверждено Международным астрономическим союзом в 2007 году.
- Радиоизображение озера Спарроу, основанное на данных от космического аппарата «Кассини-Гюйгенс» (псевдоцвета)